# 宮下麻衣子
宮下 麻衣子（みやした まいこ、1987年2月7日 - ）は、日本のファッションモデル。身長166 cm。血液型O型。長野県伊那市出身。アライバルに所属していた。

## 略歴
- 2000年 - フジテレビ系『とんねるずのみなさんのおかげでした』での野猿の妹分「女猿」オーディションに合格。女猿としての活動を開始（2004年に解散）。その後、同番組内コーナー「モジモジくんHYPER」にアシスタントとして2003年6月頃まで出演していた。
- 2002年 - ローティーン向けファッション誌『melon』2002年11月号でモデルデビュー。翌12号より麻衣子の名で再始動。

## 出演
- とんねるずのみなさんのおかげでした（フジテレビ系）